# Peter Norman Sørensen
Peter Norman Sørensen (født 1. december 1968 i Skovlunde) er en dansk økonom. Han er professor i finansiering ved Økonomisk Institut på Københavns Universitet, hvor han forsker i emnet asymmetrisk information og især dets betydning på de finansielle markeder.
I 2012 modtog han den prestigefulde danske forskningspris EliteForsk-prisen.

## Karriere
Peter Norman Sørensen er student fra Nørre Gymnasium og uddannet cand.scient.oecon. (matematik-økonom) fra Københavns Universitet i 1992. I 1996 tog han en Ph.D.-grad i økonomi ved Massachusetts Institute of Technology (MIT). Han var Prize Research Fellow ved Nuffield College på University of Oxford  1995-1997. Derefter var han ansat som adjunkt på Økonomisk Institut på Københavns Universitet 1998-99, lektor sammesteds 1999-2006 og professor fra 2006. I 2015-2019 var han viceinstitutleder på Økonomisk Institut.
I 2012 modtog han som en af fem danske forskere den største og mest prestigefulde danske forskningspris, EliteForsk-prisen.

## Forskning
Peter Norman Sørensens forskning omhandler især fænomenet asymmetrisk information på bl.a. finansielle markeder. Et hovedemne er flok- eller hordeadfærd i store grupper af individer. Et andet hovedemne er opbygning af et godt omdømme blandt økonomiske og finansielle eksperter og rådgivere. Et tredje hovedemne er, hvordan priser på værdipapirer reagerer på privat og offentlig information.
I 2015 modtog han en forskningsbevilling på 5,7 mio. kr. fra Danmarks Frie Forskningsfond under Sapere Aude-programmet til at forske i virkningen af en finansiel transaktionsskat.
Sørensen har blandt andet offentliggjort sine videnskabelige bidrag i de førende økonomiske videnskabelige tidsskrifter Econometrica, American Economic Review og Economic Journal.

## Privatliv
Sørensen er søn af Danske Banks tidligere ordførende direktør Knud Sørensen. Han er gift og har to børn. Han er amatørmusiker i sin fritid.